# Star Trektekstspel

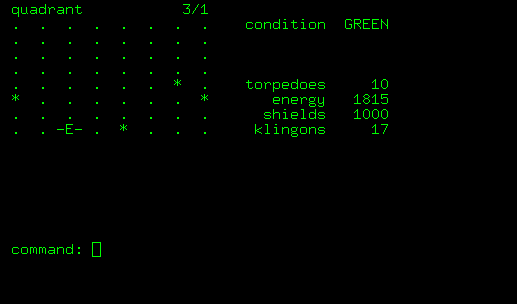
Star Trektekstspel

Star Trektekstspellen  zijn computerspellen geprogrammeerd in BASIC. Ze ontstonden uit de hackercultuur van de vroege jaren zeventig.
Het eerste Star Trekspel zou zijn bedacht door de Amerikaan Mike Mayfield in 1971 op een SDS (Scientific Data Systems) Sigma 7-minicomputer. Dit originele Star Trekspel werd door anderen omgezet in vele varianten, te gebruiken voor de tientallen platformen en systemen in de begintijd van de minicomputer.

## Spelbeschrijving
De regels van het spel zijn vrij eenvoudig. De speler is commandant van het ruimteschip USS Enterprise NCC-1701. De missie is alle Klingonschepen te vernietigen. Het spel verdeelt de Melkweg in een rooster van 8 bij 8 vierkanten. Deze 64 kwadranten zijn onderverdeeld in elk 64 sectoren. De Enterprise heeft lange- en korte-afstandszoekers. Met de lange-afstandszoekers kan buiten het huidige kwadrant worden gekeken, met de korte-afstandszoeker alleen in het kwadrant waarin de Enterprise zich bevindt. Het schip heeft een bepaalde voorraad energie-eenheden, die kunnen worden gebruikt voor voortstuwing, afweerschilden of wapens (fasers). Het doel van het spel is alle Klingonschepen op te blazen zonder zelf te worden vernietigd.

## Objecten en tactiek
De Enterprise kan planeten en Starfleetsteunpunten bezoeken. Alleen bij een Starfleetbasis kan schade worden gerepareerd en energie-eenheden worden bijgeladen. Een basis kan worden gelokaliseerd met het communicatiesysteem.
Klingonschepen kunnen worden vernietigd met de fasers of fotontorpedo's. Met fasers moet de speler zelf kiezen hoeveel energie wordt verbruikt: hoe verder het vijandige schip verwijderd is, hoe meer energie benodigd is. De Enterprise heeft een gelimiteerd aantal fotontorpedo's aan boord, maar de voorraad kan worden bijgevuld bij een Starfleetbasis. Wanneer een fotontorpedo wordt gebruikt, moet hiervoor een koers worden ingegeven. Een fotontorpedo kan ook een ster, planeet of Starfleetbasis raken.

## Versies
Het spel is in vele programmeertalen en voor vele platforms gemaakt, waaronder: 
- BASIC-versies
  - Commodore BASIC_2.0
  - DEC BASIC (-PLUS)
  - OS-8 BASIC - (PDP-8)
  - RSTS/e BASIC (DEC)
  - Altair BASIC
  - Palo Alto - Tiny BASIC
  - Intellec MDS
  - CDC 6000 (mainframe)
  - PR1ME BASIC/VM
  - BASIC-80 CP/M (Microsoft BASIC)
  - INTEGER BASIC (Apple II)
  - MS-DOS - GW-BASIC
  - Tandy Color Computer - Color BASIC
  - BBC BASIC
  - AcornSoft (BBC Micro)
  - Exidy Sorcerer BASIC
  - HP 2000 BASIC
  - TRS-80 Level II BASIC
- Overige taalversies
  - C-versie (Unix)
  - DEC FORTRAN-IV
  - CDC FORTRAN
  - VAX/VMS Pascal
  - COBOL